# RUNX3
RUNX3 (англ. Runt related transcription factor 3) – білок, який кодується однойменним геном, розташованим у людей на короткому плечі 1-ї хромосоми.  Довжина поліпептидного ланцюга білка становить 415 амінокислот, а молекулярна маса — 44 356.
| 10         |  | 20         |  | 30         |  | 40         |  | 50         |
| ---------- |  | ---------- |  | ---------- |  | ---------- |  | ---------- |
| MRIPVDPSTS |  | RRFTPPSPAF |  | PCGGGGGKMG |  | ENSGALSAQA |  | AVGPGGRARP |
| EVRSMVDVLA |  | DHAGELVRTD |  | SPNFLCSVLP |  | SHWRCNKTLP |  | VAFKVVALGD |
| VPDGTVVTVM |  | AGNDENYSAE |  | LRNASAVMKN |  | QVARFNDLRF |  | VGRSGRGKSF |
| TLTITVFTNP |  | TQVATYHRAI |  | KVTVDGPREP |  | RRHRQKLEDQ |  | TKPFPDRFGD |
| LERLRMRVTP |  | STPSPRGSLS |  | TTSHFSSQPQ |  | TPIQGTSELN |  | PFSDPRQFDR |
| SFPTLPTLTE |  | SRFPDPRMHY |  | PGAMSAAFPY |  | SATPSGTSIS |  | SLSVAGMPAT |
| SRFHHTYLPP |  | PYPGAPQNQS |  | GPFQANPSPY |  | HLYYGTSSGS |  | YQFSMVAGSS |
| SGGDRSPTRM |  | LASCTSSAAS |  | VAAGNLMNPS |  | LGGQSDGVEA |  | DGSHSNSPTA |
| LSTPGRMDEA |  | VWRPY      |  |            |  |            |  |            |

A: Аланін

C: Цистеїн

D: Аспарагінова кислота

E: Глутамінова кислота

F: Фенілаланін

G: Гліцин

H: Гістидин

I: Ізолейцин

K: Лізин

L: Лейцин

M: Метіонін

N: Аспарагін

P: Пролін

Q: Глутамін

R: Аргінін

S: Серин

T: Треонін

V: Валін

W: Триптофан

Кодований геном білок за функціями належить до активаторів, фосфопротеїнів. 
Задіяний у таких біологічних процесах як транскрипція, регуляція транскрипції. 
Білок має сайт для зв'язування з ДНК. 
Локалізований у цитоплазмі, ядрі.